# 最高位戦Classic
最高位戦Classic（さいこういせんクラシック）は、日本の競技麻雀団体・最高位戦日本プロ麻雀協会が実施する麻雀のプロタイトル戦である。2006年に創設された。現在行われている最高位戦と併設され、第22期（1997年）まで採用されていた、旧最高位戦ルール（一発、裏ドラ、ノーテン罰符無し）で行われる。
参加資格は2007年の第2期までは最高位戦所属のプロ雀士に限定されていたが、翌年の第3期からは他の競技麻雀団体に所属する選手も出場可能となった。第5期（2010年）からは大会のシステムを一新させ、参加者の実績によって5組に振り分けて予選を実施しており、予選および本戦での順位によって来期の組が決定する。第8期となる2013年からは、永世最高位となった飯田正人が2012年に逝去したことに伴い、大会の正式名称を「飯田正人杯 最高位戦Classic」と改めた。

## 歴代優勝者
- 第1期（2006年） - 立川宏
- 第2期（2007年） - 飯田正人
- 第3期（2008年） - 下出和洋
- 第4期（2009年） - 坂本大志
- 第5期（2010年） - 村上淳
- 第6期（2011年） - 宇野公介
- 第7期（2012年） - 松ヶ瀬隆弥
- 第8期（2013年） - 木原浩一
- 第9期（2014年） - 村上淳(2)
- 第10期（2015年） - 石井一馬
- 第11期（2016年） - 飯沼雅由
- 第12期（2017年） - 堀慎吾
- 第13期（2018年） - 長谷川来輝
- 第14期（2019年） - 森本俊介
- 2020年 - 新型コロナウイルス感染症の拡大により中止[3]
- 第15期（2021年） - 平島晶太
- 第16期（2022年） - 下出和洋(2)
- 第17期（2023年） - 伊藤高志
- 第18期（2024年） - 石井一馬(2)

括弧内の数字は通算優勝回数を示す。以上の優勝者はニュースサイト「麻雀ウォッチ」を参照した。